# Ashley Graham (mannequin)
Pour les articles homonymes, voir Ashley Graham.
Ashley Graham est un mannequin américain né le 30 octobre 1987 à Lincoln dans le Nebraska. Elle a été à la une de nombreux magazines tels que Vogue, Harper's Bazaar, Glamour, Elle. Elle a aussi fait plusieurs publicités pour la marque Levi's.

## Biographie

### Jeunesse
Ashley Graham est originaire de Lincoln dans le Nebraska où elle étudie au Lincoln Southwest High School (en). Elle est repérée par l'agence de mannequin I & I en 2000 alors qu'elle fait du shopping dans un centre commercial d'Omaha.

### Carrière
En 2015, elle est l'égérie de Swimsuitsforall (en), avec qui elle collabore l'année suivante pour créer sa propre collection de maillots de bain grande taille.
Pour l'édition 2016 de son numéro annuel consacré aux maillots de bain, le magazine Sports Illustrated choisit de l'éditer avec trois couvertures différentes. Ashley Graham est sur l'une d'entre elles ; c'est la première fois qu'un mannequin grande taille pose en Une de ce magazine.
La même année, elle est l'égérie des marques H&M,, et Addition Elle. Elle pose nue pour Maxim ainsi que pour le Grazia britannique,. Lors de la cérémonie des Glamour Women of the Year, elle dévoile la poupée Barbie à son effigie qu'elle a créée en collaboration avec l'entreprise Mattel,,,,. Elle devient également juge dans les vingt-troisième et vingt-quatrième saisons de Top Model USA.
Patrick Demarchelier la photographie en couverture du numéro de janvier 2017 du Vogue britannique. La rédactrice en chef du magazine, Alexandra Shulman, confie que plusieurs marques ont refusé d'habiller le mannequin pour cette série de photographies. Au mois de mars, elle fait la couverture du Vogue américain avec six autres mannequins, ce numéro voulant « célébrer la diversité ». Elle pose une nouvelle fois pour le magazine Sports Illustrated Swimsuit Issue et décide de poster sur le web des clichés non retouchés des séances photo pour le magazine.
Le 7 mai 2017, elle sort son premier livre autobiographique, A New Model : What Confidence, Beauty, and Power Really Look Like. Elle y raconte son enfance marquée par une agression sexuelle et la violence de son père, ainsi que ses débuts dans le domaine du mannequinat.
Elle devient l'égérie de la marque de cosmétiques Revlon en 2018. Ils créent ensemble un kit à lèvres dont tous les exemplaires sont vendus en trois heures lors de leur première édition en février 2019.
En septembre 2018 puis février 2019, elle collabore avec la marque de prêt-à-porter PrettyLittleThing (en) pour créer une gamme de vêtements proposant des pièces de la taille 32 à la taille 56, qu'ils nomment « #EveryBODYinPLT ».

## Vie privée
En 2009, à l'âge de 21 ans, Ashley rencontre Justin Ervin (né le 31 décembre 1988), un réalisateur de cinéma américain — alors qu'ils font du bénévolat dans une église. Ils se fiancent en juin 2010, puis se marient deux mois plus tard, le 14 août. Ils ont trois enfants : un garçon, prénommé Isaac Menelik Giovanni Ervin (né le 18 janvier 2020), et des jumeaux, prénommés Malachi et Roman Ervin (nés le 7 janvier 2022).